# 渉外司法書士協会
特定非営利活動法人渉外司法書士協会（とくていひえいりかつどうほうじんしょうがいしほうしょしきょうかい）は、司法書士の業務のうち渉外法務・渉外登記およびこれらに関する事項について専門的に調査研究するため組織された司法書士の団体である。

## 概要
- 所在地 ： 東京都中央区日本橋2丁目16番13号 ランディック日本橋ビル3階
- 設立目的 ： 渉外法務、国際法務の諸問題につき調査、研究、情報交換を行い、国民及び外国人の権利擁護を図ることを目的とする。

## 歴史
- 1987年（昭和62年） - 設立
- 1989年（平成元年） - 渉外司法書士協会に改組
- 1989年（平成14年） - 特定非営利活動法人として法人化